# A Dança dos Bichos
A Dança dos Bichos é uma canção da cantora e apresentadora brasileira Eliana, o sexto single de sua carreira lançado em 1996. Ele é parte do álbum Eliana, considerada uma das músicas de maior sucesso do ano de 1996, sendo tocada diversas vezes nas rádios brasileiras.

## Background
Para seu quarto disco de carreira, Eliana trabalhou com profissionais diferentes dos discos originais, que tiveram em grande maioria músicas compostas por João Plinta, ou pela própria apresentadora. Para este single, os escritores da canção foram Edgard Poças, que já havia feito composições para artistas como Fábio Júnior, Roberto Carlos, Djavan, entre outros, e Marcos Xuxa Levy. A canção tem um refrão que convida a criança dançar imitando os animais:
| “ | Essa é a danca dos bichos. Palma, pata, pé, pé, pé. | ” |

O single foi lançado em 1996, como o primeiro single do disco. Embora seja uma canção com mais de 20 anos de existência, ela ainda tem sido utilizada em escolas para linguagem oral e escrita, trabalhando com a percepção dos sons dos animais.

## Performances ao vivo
Além dos shows que Eliana fazia, a canção também foi apresentada no bloco "Xô Preguiça", antigo bloco carnavalesco que a apresentadora tinha em Recife, Pernambuco.